# Nageri Kidul
Nageri Kidul is een bestuurslaag in het regentschap Purwakarta van de provincie West-Java, Indonesië. Nageri Kidul telt 15.026 inwoners (volkstelling 2010).